# Gamma Muscae
Gamma Muscae (γ Muscae, förkortad Gamma Mus, γ Mus), som är stjärnans Bayer-beteckning, är en ensam stjärna i mellersta delen av stjärnbilden Flugan. Den har en genomsnittlig skenbar magnitud av 3,87 och är synlig för blotta ögat där ljusföroreningar ej förekommer. Baserat på parallaxmätning inom Hipparcosuppdraget på ca 10,0 mas, beräknas den befinna sig på ett avstånd av ca 325 ljusår (100 parsek) från solen. Stjärnan har en egenrörelse gemensam med undergruppen Lower-Centaurus Crux i Scorpius-Centaurus OB-förening, den till solen närmaste föreningen av medflyttande massiva stjärnor.

## Egenskaper
Gamma Muscae är en blå till vit stjärna i huvudserien av spektralklass B5 V. Den har en massa som är ca 5 gånger större än solens massa, en radie som är ca 4,2 gånger solens radie och avger ca 790 gånger mer energi än solen från dess fotosfär vid en effektiv temperatur på ca 16 000 K. Stjärnan roterar snabbt med en projicerad rotationshastighet på 205 km/s, vilket ger den en något tillplattad form med en ekvatorialradie som är 7 procent större än polarradien.
Gamma Muscae är en långsamt pulserande variabel av SPB-typ. Den varierar mellan skenbar magnitud +3,84 och 3,86 med en period av 2,72926 dygn.